# Savannblåkråka
Savannblåkråka (Coracias abyssinicus) är en huvudsakligen afrikansk fågel i familjen blåkråkor inom ordningen praktfåglar.

## Utseende och läten
Savannblåkråkan är en nästan kajstor fågel med en kroppslängd på 28-30 centimeter. Ryggen är varmt brun och resten av kroppen blåaktig. Adulta fåglar har 12 centimeter lång förlängda stjärtfjädrar. Könen är lika medan ungfågeln är en blekare version av den adulta. Lätena är kraxande och skränande.

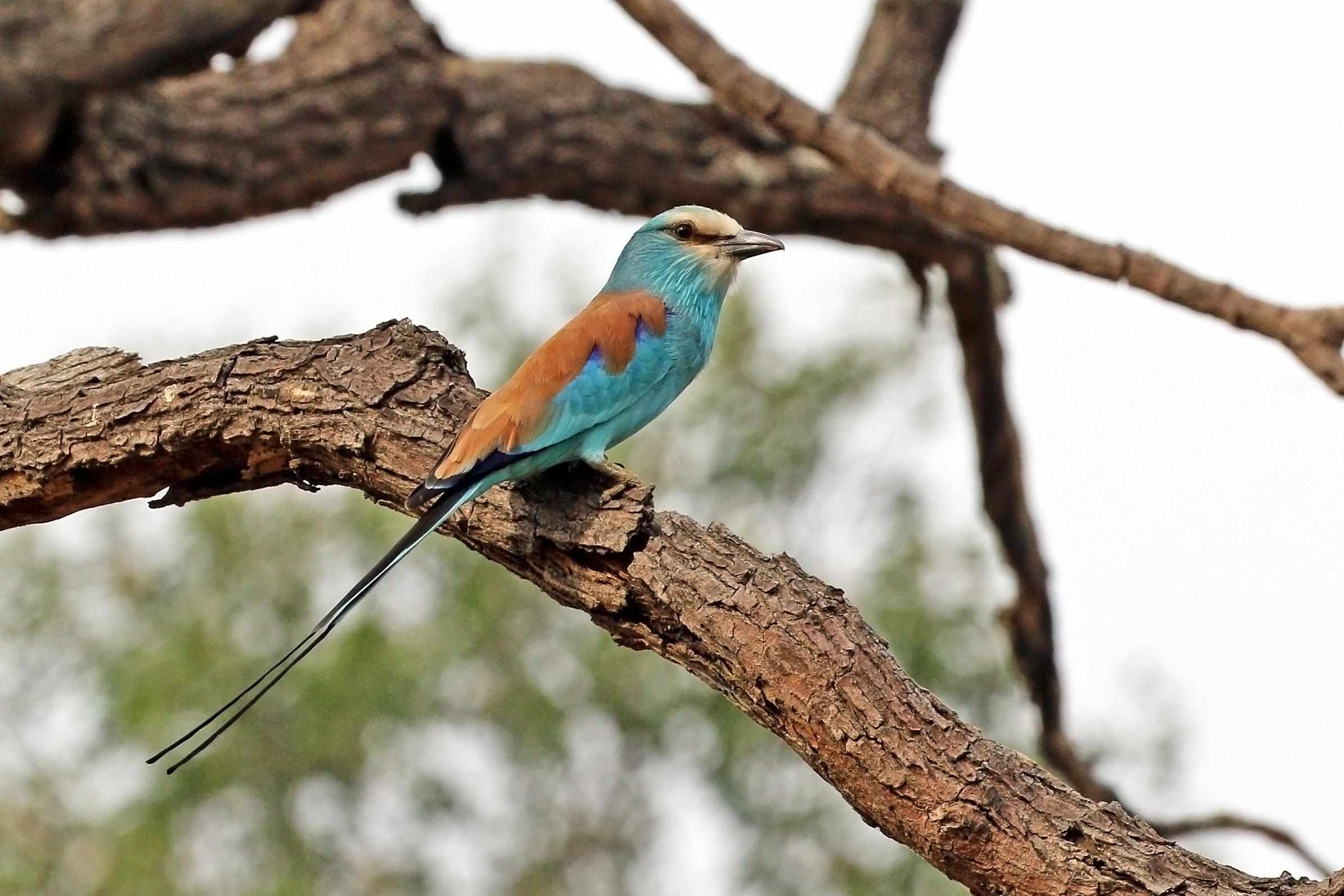
Savannblåkråka i Senegal.

## Utbredning
Savannblåkråkan förekommer från Senegal och Gambia till Etiopien, Somalia och Kenya samt på Arabiska halvön i Jemen och Saudiarabien. Den är delvis en flyttfågel men dess flyttningsrörelser är dåligt kända. Tillfälligt har den setts i Egypten, Libyen och Mauretanien.

## Systematik
Arten har tidigare delats upp i flera underarter, men behandlas nu allmänt som monotypisk. Den enda studien i geografiska skillnader visar på gradvis ökande längd på de förlängda stjärtfjädrarna, från väster till öster. Arten är troligen nära släkt med lilabröstad blåkråka (C. caudatus) och blåkråka (C. garrulus), förmodligen närmast den förra.

## Levnadssätt
Fågeln är ett vanligt inslag i varmt öppet landskap, även i jordbruksområden och nära människan. Den ses ofta sitta synligt i träd, på stolpar eller ledningar som en jättestor törnskata, spanande efter stora insekter och smågnagare. Den har också setts flyga in i skogsbränder på jakt efter uppskrämda ryggradslösa djur. Fågeln häckar i ett sparsamt fodrat trädhål eller i en byggnad. Där lägger den tre till sex ägg.

## Status och hot
Arten har ett stort utbredningsområde och en stor population, och tros öka i antal. Utifrån dessa kriterier kategoriserar internationella naturvårdsunionen IUCN arten som livskraftig (LC). Världspopulationen har inte uppskattats men den beskrivs som vanligt förekommande.